# Рінгголд Тауншип (округ Джефферсон, Пенсільванія)
Рінгголд Тауншип (англ. Ringgold Township) — селище (англ. township) в США, в окрузі Джефферсон штату Пенсільванія. Населення — 773 особи (2020).

## Демографія
Згідно з переписом 2010 року, у селищі мешкала 741 особа в 312 домогосподарствах у складі 225 родин. Було 350 помешкань
Расовий склад населення:
| - 99,5 % — білих - 0,1 % — чорних або афроамериканців - 0,1 % — азіатів |

До двох чи більше рас належало 0,3 %. Частка іспаномовних становила 0,0 % від усіх жителів.
За віковим діапазоном населення розподілялося таким чином: 19,7 % — особи молодші 18 років, 58,6 % — особи у віці 18—64 років, 21,7 % — особи у віці 65 років та старші. Медіана віку мешканця становила 46,9 року. На 100 осіб жіночої статі у селищі припадало 116,7 чоловіків;  на 100 жінок у віці від 18 років та старших — 115,6 чоловіків також старших 18 років.
Середній дохід на одне домашнє господарство  становив 58 700 доларів США (медіана — 49 167), а середній дохід на одну сім'ю — 66 440 доларів (медіана — 58 750). Медіана доходів становила 52 143 долари для чоловіків та 27 396 доларів для жінок. За межею бідності перебувало 6,7 % осіб, у тому числі 0,0 % дітей у віці до 18 років та 18,3 % осіб у віці 65 років та старших.
Цивільне працевлаштоване населення становило 385 осіб. Основні галузі зайнятості: освіта, охорона здоров'я та соціальна допомога — 18,7 %, сільське господарство, лісництво, риболовля — 15,6 %, виробництво — 11,2 %, транспорт — 9,4 %.